# NGC 6384
NGC 6384 é uma galáxia espiral barrada (SBbc) localizada na direcção da constelação de Ophiuchus. Possui uma declinação de +07° 03' 39" e uma ascensão recta de 17 horas, 32 minutos e 24,2 segundos.
A galáxia NGC 6384 foi descoberta em 10 de Junho de 1863 por Albert Marth.